# Чаплянська сільська рада
Ча́плянська сільська́ ра́да — адміністративно-територіальна одиниця та орган місцевого самоврядування в Летичівському районі Хмельницької області. Адміністративний центр — село Чапля.

## Загальні відомості
Чаплянська сільська рада утворена в 1944 році.
- Територія ради: 22,1 км²
- Населення ради: 614 особи (станом на 2001 рік)

## Населені пункти
Сільській раді підпорядковані населені пункти:
- с. Чапля
- с. Юрченки

## Склад ради
Рада складається з 12 депутатів та голови.
- Голова ради: Похила Сергій Олексійович

### Керівний склад попередніх скликань
| Прізвище, ім'я, по батькові | Основні відомості                                    | Дата обрання | Дата звільнення |
| --------------------------- | ---------------------------------------------------- | ------------ | --------------- |
| Бабак Тетяна Сергіївна      | Сільський голова, 1960 року народження, позапартійна | 26.03.2006   | 31.10.2010      |
| Похила Сергій Олексійович   | Сільський голова, 1985 року народження, освіта вища  | 31.10.2010   |                 |

Примітка: таблиця складена за даними сайту Верховної Ради України

### Депутати
За результатами місцевих виборів 2010 року депутатами ради стали:

#### За суб'єктами висування
| Суб'єкт висування | Кількість обраних депутатів | %    |
| ----------------- | --------------------------- | ---- |
| Партія регіонів   | 11                          | 91,7 |
| Самовисування     | 1                           | 8,3  |

#### За округами
| № округу        | Прізвище, ім'я, по батькові      | Дата визнання обраним | Освіта             | Партійна приналежність | Відомості про обраного депутата                |
| --------------- | -------------------------------- | --------------------- | ------------------ | ---------------------- | ---------------------------------------------- |
| Партія регіонів |                                  |                       |                    |                        |                                                |
| 1               | Дядюк Світлана Дмитрівна         | 03.11.2010            | вища               | позапартійна           | Чаплянська загальноосвітня школа, директор     |
| 2               | Вонсович Ірина Михайлівна        | 03.11.2010            | середня спеціальна | член Партії регіонів   | Летичів РайСТ, продавець                       |
| 3               | Леськов Михайло Леонідович       | 03.11.2010            | середня            | член Партії регіонів   | СТОВ «Промінь», комірник                       |
| 4               | Горбанчук Світлана Сергіївна     | 03.11.2010            | вища               | позапартійна           | Чаплянська загальноосвітня школа, вчитель      |
| 5               | Мацькова Наталія Феодосіївна     | 03.11.2010            | середня            | член Партії регіонів   | Чаплянська загальноосвітня школа, техпрацівник |
| 6               | Михальчишина Антоніна Валеріївна | 03.11.2010            | середня            | член Партії регіонів   | СТОВ «Промінь», завідувач ферми                |
| 8               | Патик Микола Мусійович           | 03.11.2010            | середня спеціальна | позапартійний          | с. Юрченки, сільський клуб, завідувач          |
| 9               | Добранська Тетяна Дмитрівна      | 03.11.2010            | середня            | член Партії регіонів   | смт Летичів, ВНЗ, листоноша                    |
| 10              | Яцишина Олена Василівна          | 03.11.2010            | середня            | член Партії регіонів   | Летичів маслозавод, приймальниця молока        |
| 11              | Дядюк Наталія Володимирівна      | 03.11.2010            | вища               | позапартійна           | Чаплянська загальноосвітня школа, вчитель      |
| 12              | Бабак Любов Миколаївна           | 03.11.2010            | середня            | позапартійна           | тимчасово не працює                            |
| Самовисування   |                                  |                       |                    |                        |                                                |
| 7               | Куцак Світлана Олександрівна     | 14.03.2011            | вища               | позапартійна           | Чаплянська сільська рада, секретар виконкому   |